# Karl Heinzen

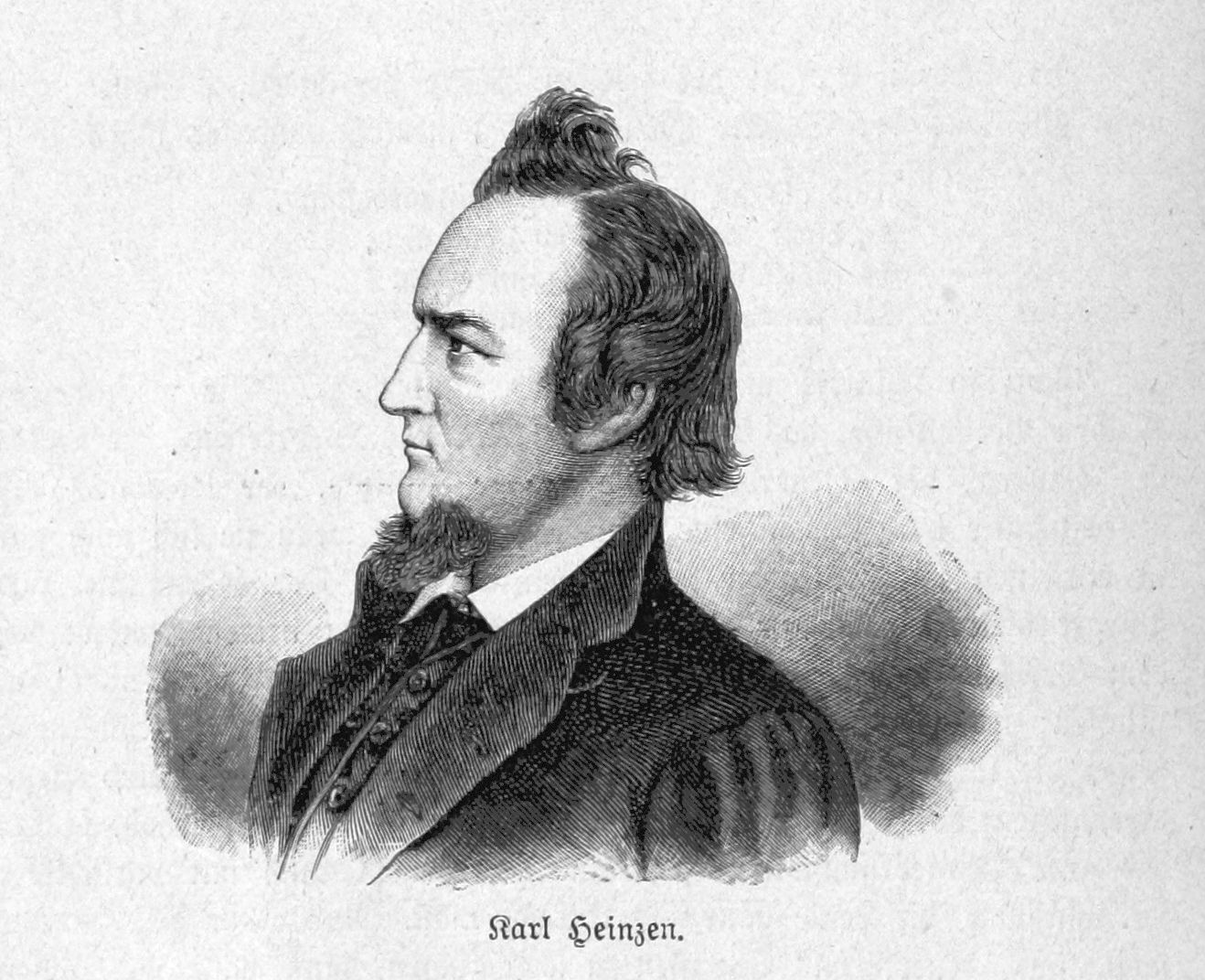
Karl Heinzen. Illustration von Otto Emil Lau (1893)

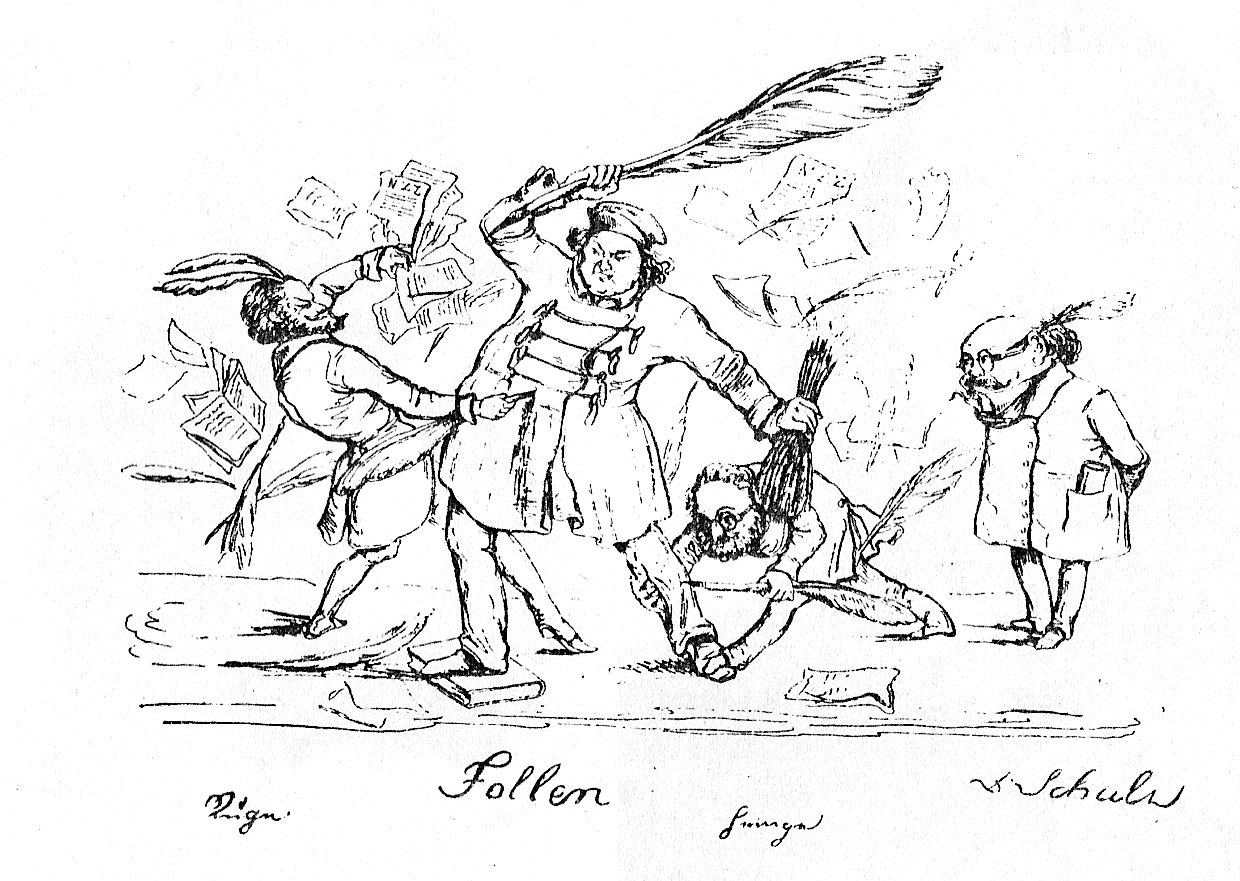
Der Zürcher Atheismusstreit von 1845 (Ruge, Follen, Heinzen, Schulz). Karikatur eines unbekannten Zeichners.

Karl Peter Heinzen (geboren als Charles Pierre Heinzen am 22. Februar 1809 in Grevenbroich, Arrondissement de Cologne; † 12. November 1880 in Boston, Massachusetts) war ein deutschamerikanischer Schriftsteller und Publizist.

## Leben
Über Heinzens Kindheit ist bekannt, dass seine Mutter starb, als er vier Jahre alt war. Seine Stiefmutter, die ihn drängte, katholischer Priester zu werden, löste in ihm starken Widerspruch aus, der sich in seiner späteren antiklerikalen Haltung zeigte. Von seinem Vater, der die Übernahme des Rheingebietes ablehnte, bekam er seinen Hass gegenüber Preußen (Musspreußen) eingeschrieben.
Nach Schulbesuch in seiner Heimatstadt Grevenbroich und in Kempen begann Heinzen 1827 ein Medizinstudium an der Universität Bonn, wo er 1828 Mitglied des Corps Guestphalia Bonn wurde. 1829 wurde er wegen einer Rede, in der er seine Lehrer der Engstirnigkeit beschuldigte und den Mangel akademischer Freiheit verurteilte, von der Universität relegiert. Er wurde in die holländische Kolonialarmee einberufen, von der er in Batavia (Ostindien) stationiert wurde. Hier verstärkte sich seine Abneigung gegen jede Art von Zwang. Sein anschließendes verpflichtendes Dienstjahr im preußischen Militärdienst führte zu seiner Ablehnung des Militarismus. Danach arbeitete er acht Jahre als Beamter in der Steuerverwaltung. In mehreren Schriften kritisierte er die preußische Verwaltung scharf und musste 1844 nach Belgien flüchten, später in die Schweiz, wo er Bekanntschaft mit Ludwig Feuerbach und Arnold Ruge machte, und 1847 in die USA. Von dort aus führte er eine publizistische Auseinandersetzung mit Karl Marx und Friedrich Engels in der Deutsche-Brüsseler-Zeitung. Nach Ausbruch der Märzrevolution 1848 kehrte er nach Deutschland zurück und unterstützte die Badische Revolution. Nach ihrem Scheitern ging er nach London, wo er Zeit mit Giuseppe Mazzini, Ruge und anderen exilierten Revolutionären verbrachte. Weil er die Stadt deprimierend fand, zog er in den späten 1850er Jahren wieder in die USA und war dort Redakteur und Herausgeber mehrerer Zeitungen, insbesondere des Pionier, der zuletzt von 1859 bis 1879 in Boston erschien. Heinzen trat in seinen Schriften kompromisslos für demokratische Ansichten ein, woraus er auch eine moralisch bedingte Gleichberechtigung der Frauen ableitete. Fragwürdig bleibt jedoch seine Einstellung zur revolutionären Gewalt, die terroristische Anschläge gegen Herrscherdynastien wie gegen eine unbeteiligte Zivilbevölkerung als Mittel zum Zweck propagierte. Daneben veröffentlichte er Gedichte und Theaterstücke.

## Schriften

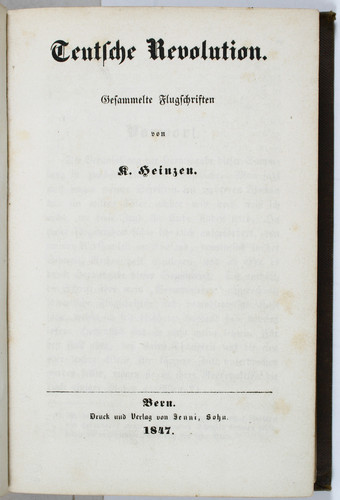
Teutsche Revolution, Bern 1847. Titelblatt

- Reise nach Batavia, Köln 1841 Digitalisat
- Die geheimen Konduitenlisten der Beamten, Köln 1842 Digitalisat
- Die Preussische Büreaukratie, Darmstadt 1845 Digitalisat
- Ein Steckbrief, Schaerbeck 1845
- Die Opposition. Hrsg. K. Heinzen. Heinrich Hoff, Mannheim 1846 Digitalisat
- Teutsche Revolution. Gesammelte Flugschriften. Jenny, Berlin 1847 Digitalisat
- Erst reine Luft, dann reinen Boden. Jenni, Sohn, Bern 1848 Digitalisat
- Die Helden des teutschen Kommunismus. Dem Herrn Karl Marx gewidmet, Bern 1848 Digitalisat
- Über die Rechte und Stellung der Weiber, New York 1852
- Mord und Freiheit, New York 1853
- Gesammelte Schriften, 5 Bände, Boston 1858–1872 Digitalisat Bd. 3
- Teutscher Radikalismus in America. Ausgewählte Vorträge. Hrsg. vom Verein zur Verbreitung radikaler Prinzipien. 1867 Digitalisat